# マグライト

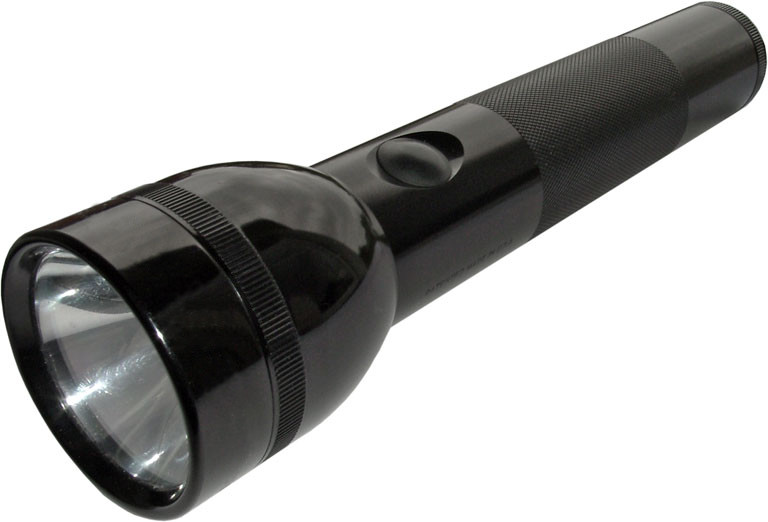
マグライト

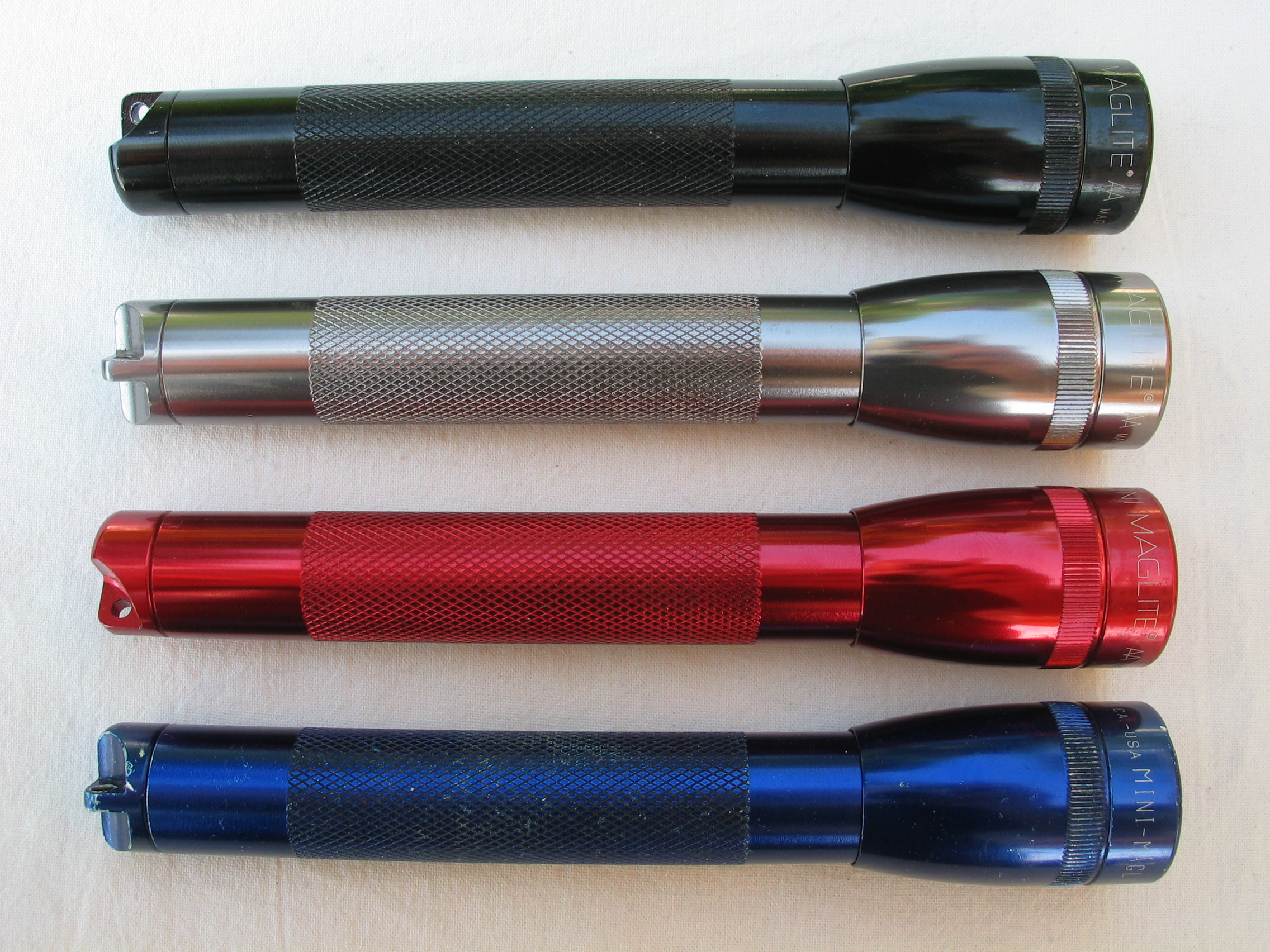
様々な色のミニマグライト
（電球使用モデル。LEDモデルは先端部分がやや長くなっている）

マグライト（英語: MAGLITE）とは、アメリカ合衆国のマグ・インストルメント (Mag Instrument, Inc.) が製造する懐中電灯のブランドである。
単一または単二の乾電池を2本から6本使用する「マグライト」、単三・単四電池を使用する「ミニマグライト」、単四電池1本を使用する「ソリテール」、これらをLED化した「マグライトLED」「ミニマグライトLED」「ソリテールLED」や軍事コンサルタントのアドバイスを基に設計されたという「マグタックLED」がある。また、日本では正規販売されていないが充電式電池を使用する専用モデル「マグチャージャー」もラインナップされている。

## 警務用
その性能の高さへの信頼から、多くの警察組織でマグライトが採用されている。ジュラルミンを削り出して造られた頑丈なボディであり、柄の部分が数十cmと長いものは警棒にも兼用できる。夜間の警備などで用いられる際には、ライトを上下逆にして点灯部（ヘッド）の真下を握り、尾部を肩に乗せて持ち運ぶ。これは、ライトが体に固定されているので常に自分の向いている方を照らせること、そして暴漢に遭遇した場合、まず光で眩惑、即殴打出来るようにするためである。この効果を向上させるため外部メーカーでは様々なアクセサリーを製造販売している。一例としてトンファー型に改造出来る本体と垂直に取り付けるグリップ等があり、またミニマグライトは形状の類似したクボタンの代用とされる場合がある。
これらの特徴からアメリカでは『使用状況によっては』武器とみなされるが、刑法に明記されているトンファーやヌンチャク、警棒、ブラス・ナックル（メリケンサック）などとは違い、許可無く所持・所有する事が禁止されている『武器』には指定されていない。ロサンゼルス市警察では、従来から懐中電灯を武器として使用した場合には、報告書提出の義務があり、使用の正当性を厳格に審査されていたが、2007年には金属製の「ストリームライトSL-20X」に代わり、ペリカン社とLAPDが共同開発した「ペリカン7060」が支給すると同時に、ロス市警察官に対し金属製の懐中電灯の使用を禁止した。なお、これは州法やロサンゼルス市条例ではなく、あくまでロス市警内の内規であり、カリフォルニア州内でも継続して金属製懐中電灯を支給・使用している警察も多々ある。

## その他
デザインを担当したドン・ケラーは後に退社し、ミニマグライトそっくりでカラフルにして、ボディに滑り止めのゴムを巻き、尾部にはプッシュスイッチを装備した「ケラーライト」を考案・販売した。